# Liste des lieux patrimoniaux de la municipalité régionale de Halton
Cet article recense les lieux patrimoniaux de la municipalité régionale de Halton inscrits au répertoire des lieux patrimoniaux du Canada, qu'ils soient de niveau provincial, fédéral ou municipal.

## Liste
| [ 1 ] | Lieu patrimonial                                            | Illustration                   | Municipalité | Adresse                | Coordonnées      | No    | Constr. | Prot.                                    | Rec. | Notes |
| ----- | ----------------------------------------------------------- | ------------------------------ | ------------ | ---------------------- | ---------------- | ----- | ------- | ---------------------------------------- | ---- | ----- |
| F     | Jardins botaniques royaux                                   | Jardins botaniques royaux      | Burlington   | 680 Plains Road West   | 43.2905 -79.8757 | 11665 | 1989    | LHN                                      | 1993 | [ 3 ] |
| F     | Phare                                                       | Phare                          | Burlington   |                        | 43.298 -79.7958  | 4499  | 1858    | Recognized Federal Heritage Building     | 1990 |       |
| P     | Van Norman-Breckon House                                    | Téléverser                     | Burlington   | 955, Century Drive     | 43.386 -79.7618  | 8908  | 1848    | Ontario Heritage Foundation Easement     | 1984 |       |
| M     | Acton Town Hall                                             | Téléverser                     | Halton Hills | 19, Willow             | 43.631 -80.0415  | 15009 | 1883    | Municipal Heritage Designation (Part IV) | 1989 |       |
| M     | Beatty House                                                | Téléverser                     | Halton Hills | 98, Church             | 43.6317 -80.0377 | 15010 | 1896    | Municipal Heritage Designation (Part IV) | 1992 |       |
| M     | Beaumont Knitting Mill                                      | Téléverser                     | Halton Hills | 586, Main              | 43.677 -79.9291  | 15011 | 1880    | Municipal Heritage Designation (Part IV) | 1990 |       |
| M     | Boston Presbyterian Church                                  | Téléverser                     | Halton Hills | 9185, Third            | 43.5535 -79.9157 | 15021 | 1868    | Municipal Heritage Designation (Part IV) | 1995 |       |
| M     | Craiglea House                                              | Téléverser                     | Halton Hills | 9722, Third            | 43.5605 -79.925  | 15024 |         | Municipal Heritage Designation (Part IV) | 1988 |       |
| M     | Duff House                                                  | Téléverser                     | Halton Hills | 9690, Regional Road 25 | 43.557 -79.944   | 15105 |         | Municipal Heritage Designation (Part IV) | 1993 |       |
| M     | Georgetown Public Library and Cultural Centre               | Téléverser                     | Halton Hills | 9, Church Street       | 43.6482 -79.926  | 15124 | 1877    | Municipal Heritage Designation (Part IV) | 1979 |       |
| M     | Glen Williams Town Hall                                     | Téléverser                     | Halton Hills | 1, Prince              | 43.6705 -79.9257 | 15106 | 1871    | Municipal Heritage Designation (Part IV) | 2008 |       |
| M     | Lilac Lawns                                                 | Téléverser                     | Halton Hills | 475, Guelph            | 43.6459 -79.8652 | 15131 |         | Municipal Heritage Designation (Part IV) | 1996 |       |
| M     | Syndicate Housing Heritage Conservation District            | Téléverser                     | Halton Hills | 69, Bower              | 43.6325 -80.04   | 15192 | 1882    | Municipal Heritage Designation (Part IV) | 2005 |       |
| M     | Williams Mill/Georgetown Electric Light Company Power Plant | Téléverser                     | Halton Hills | 515, Main              | 43.6701 -79.9262 | 15193 |         | Municipal Heritage Designation (Part IV) | 1988 |       |
| M     | 151 Robert Street                                           | Téléverser                     | Milton       | 151, Robert            | 43.5103 -79.8819 | 16722 |         | Municipal Heritage Designation (Part IV) | 2007 |       |
| M     | 16 Hugh Street                                              | Téléverser                     | Milton       | 16, Hugh Street        | 43.5114 -79.8832 | 15217 | 1886    | Municipal Heritage Designation (Part IV) | 2007 |       |
| M     | 66 Charles Street                                           | Téléverser                     | Milton       | 66, Charles            | 43.5125 -79.8808 | 15215 | 1883    | Municipal Heritage Designation (Part IV) | 2006 |       |
| M     | Bronte Pioneer Cemetery                                     | Téléverser                     | Milton       | Bronte                 | 43.5121 -79.893  | 15219 | 1824    | Municipal Heritage Designation (Part IV) | 2004 |       |
| M     | Ebenezer United Church                                      | Téléverser                     | Milton       | 12274, Guelph Line     | 43.5528 -80.0761 | 15127 | 1915    | Municipal Heritage Designation (Part IV) | 1998 |       |
| M     | Elliot House                                                | Téléverser                     | Milton       | 8445, Boston Church    | 43.5392 -79.8966 | 16725 |         | Municipal Heritage Designation (Part IV) | 1998 |       |
| M     | John Sproat House                                           | Téléverser                     | Milton       | 191, Margaret          | 43.5151 -79.8871 | 16723 |         | Municipal Heritage Designation (Part IV) | 1996 |       |
| P     | Mayne Corners Methodist Church                              | Téléverser                     | Milton       | 8560, Tremaine Rd.     | 43.5191 -79.9362 | 8179  | 1876    | Ontario Heritage Foundation Easement     | 2006 |       |
| P     | Milton Court House                                          | Téléverser                     | Milton       | 43, Brown Street       | 43.5105 -79.8842 | 10538 | 1855    | Ontario Heritage Foundation Easement     | 1982 |       |
| M     | Nassagaweya Church                                          | Téléverser                     | Milton       | 3097, 15 Sideroad      | 43.5256 -80.0358 | 15130 | 1861    | Municipal Heritage Designation (Part IV) | 2003 |       |
| M     | St. David's Presbyterian Church                             | Téléverser                     | Milton       | 132, Main Street North | 43.4892 -79.9852 | 15148 | 1891    | Municipal Heritage Designation (Part IV) | 1998 |       |
| M     | Amos Biggar House                                           | Téléverser                     | Oakville     | 2441, Neyagawa Blvd    | 43.4635 -79.7425 | 8428  | 1816    | Municipal Heritage Designation (Part IV) | 2002 |       |
| M     | Bronte Cemetery                                             | Téléverser                     | Oakville     |                        | 43.3864 -79.7131 | 15154 | 1830    | Municipal Heritage Designation (Part IV) | 1987 |       |
| P     | Erchless Estate                                             | Erchless Estate                | Oakville     | 8, Navy Street         | 43.4418 -79.6667 | 8169  | 1835    | Ontario Heritage Foundation Easement     | 1983 |       |
| M     | First and Second Street Heritage Conservation District      | Téléverser                     | Oakville     |                        | 43.4478 -79.6607 | 15244 | 1900    | Heritage Conservation District (Part V)  | 1987 |       |
| M     | Gairloch Gardens                                            | Téléverser                     | Oakville     | 1306, Lakeshore        | 43.4622 -79.6505 | 15245 | 1924    | Municipal Heritage Designation (Part IV) | 1986 |       |
| M     | Henry Gulledge House                                        | Henry Gulledge House           | Oakville     | 167, Trafalgar         | 43.449 -79.6692  | 15247 | 1876    | Municipal Heritage Designation (Part IV) | 1984 |       |
| M     | Merton-Mount Pleasant Cemetery                              | Merton-Mount Pleasant Cemetery | Oakville     | 2411, North Service    | 43.417 -79.7337  | 15266 | 1880    | Municipal Heritage Designation (Part IV) | 1993 |       |
| M     | Munn's Cemetery                                             | Téléverser                     | Oakville     | 2, Dundas              | 43.4792 -79.7293 | 15268 | 1820    | Municipal Heritage Designation (Part IV) | 1993 |       |
| M     | Old Oakville Heritage Conservation District                 | Téléverser                     | Oakville     |                        | 43.4436 -79.6667 | 15272 | 1833    | Heritage Conservation District (Part V)  | 1981 |       |
| M     | Old Post Office Museum                                      | Old Post Office Museum         | Oakville     | 144, Front             | 43.4427 -79.6663 | 15324 |         | Municipal Heritage Designation (Part IV) | 1978 |       |
| M     | Sovereign House                                             | Téléverser                     | Oakville     | 7, West River          | 43.3903 -79.7112 | 15348 |         | Municipal Heritage Designation (Part IV) | 1990 |       |
| M     | St Mary's Cemetery                                          | Téléverser                     | Oakville     | Lyons Lane             | 43.4538 -79.6901 | 15350 |         | Municipal Heritage Designation (Part IV) | 1987 |       |